# بگس
بگس (به اسپانیایی: Begues) یک شهرستان در اسپانیا است که در استان بارسلون واقع شده‌است.

## خصوصیات
بگس ۵۰٫۴۲ کیلومترمربع مساحت و ۵٬۰۲۳ نفر جمعیت دارد و ۳۹۹ متر بالاتر از سطح دریا واقع شده‌است.